# Carmelo Ferraro
Carmelo Ferraro (ur. 12 września 1932 w San Croce Camerina) – włoski duchowny rzymskokatolicki, w latach 1988-2000 biskup i 2000-2008 arcybiskup Agrigento.

## Życiorys
Święcenia kapłańskie przyjął 3 lipca 1955. 30 marca 1978 został mianowany biskupem Patti. Sakrę biskupią otrzymał 13 maja 1978. 3 listopada 1988 objął rządy w diecezji Agrigento, a 2 grudnia 2000 został podniesiony do rangi arcybiskupa. 23 lutego 2008 przeszedł na emeryturę.